# Richard F. Canning Trophy
Die Richard F. Canning Trophy ist eine Eishockeytrophäe der American Hockey League, die nach dem früheren AHL-Präsidenten Richard Canning benannt ist. Die Trophäe wird seit der Saison 1997/98 an die Gewinnermannschaft des Eastern-Conference-Finales vergeben. Die Auszeichnung existiert seit der Saison 1989/90.

## Gewinner
| Jahr                               | Team                              |
| Eastern-Conference-Playoff-Sieger  | Eastern-Conference-Playoff-Sieger |
| ---------------------------------- | --------------------------------- |
| 2024/25                            | Charlotte Checkers                |
| 2023/24                            | Hershey Bears                     |
| 2022/23                            | Hershey Bears                     |
| 2021/22                            | Springfield Thunderbirds          |
| 2020/21                            | nicht vergeben                    |
| 2019/20                            | nicht vergeben                    |
| 2018/19                            | Charlotte Checkers                |
| 2017/18                            | Toronto Marlies                   |
| 2016/17                            | Syracuse Crunch                   |
| 2015/16                            | Hershey Bears                     |
| 2014/15                            | Manchester Monarchs               |
| 2013/14                            | St. John’s IceCaps                |
| 2012/13                            | Syracuse Crunch                   |
| 2011/12                            | Norfolk Admirals                  |
| 2010/11                            | Binghamton Senators               |
| 2009/10                            | Hershey Bears                     |
| 2008/09                            | Hershey Bears                     |
| 2007/08                            | Wilkes-Barre/Scranton Penguins    |
| 2006/07                            | Hershey Bears                     |
| 2005/06                            | Hershey Bears                     |
| 2004/05                            | Philadelphia Phantoms             |
| 2003/04                            | Wilkes-Barre/Scranton Penguins    |
| 2002/03                            | Hamilton Bulldogs                 |
| 2001/02                            | Bridgeport Sound Tigers           |
| 2000/01                            | Saint John Flames                 |
| 1999/2000                          | Hartford Wolf Pack                |
| 1998/99                            | Providence Bruins                 |
| 1997/98                            | Saint John Flames                 |
| Northern-Conference-Playoff-Sieger |                                   |
| 1996/97                            | Hamilton Bulldogs                 |
| 1995/96                            | Portland Pirates                  |
| North-Division-Playoff-Sieger      |                                   |
| 1994/95                            | Albany River Rats                 |
| 1993/94                            | Portland Pirates                  |
| 1992/93                            | Springfield Indians               |
| 1991/92                            | Adirondack Red Wings              |
| 1990/91                            | Springfield Indians               |
| 1989/90                            | Springfield Indians               |